# Vodogradnja
Vodogradnja ili hidrotehnika je dio građevinarstva koji se bavi građevinskim i drugim zahvatima koji omogućuju gospodarenje vodama, to jest iskorištavanjem vodnih snaga, melioracijama, plovnim putovima i lukama, regulacijama vodotoka (vodnogospodarska vodogradnja), te vodoopskrbom, odvodnjom i zaštitom voda od onečišćenja (zdravstvena vodogradnja). Vodogradnjama se katkada nazivaju i građevine i radovi kojima se ti zahvati ostvaruju: brane, hidroelektrane, vodne akumulacije (umjetna jezera), nasipi za obranu od poplava, melioracije tla, objekti za pročišćavanje i zaštitu voda (obrada vode), neplovni i plovni kanali, luke i pristaništa, regulacije vodotoka i regulacijske građevine, vodospreme, vodozahvatne građevine, vodovodi i cjevovodi, kanalizacije i drugo.

## Hidraulika
Hidraulika (grč. ὕδωρ (hydor): voda i αὐλός (aulos): cijev) je dio hidromehanike (mehanika fluida) koji se bavi proučavanjem stanja ravnoteže i strujanja realne tekućine, ponajprije vode, kroz cijevi, kanale i otvore te pojavâ koje nastaju kada takva tekućina struji oko nekoga tijela uronjenoga u nju.

## Vanjske poveznice
- hidrotehnika (vodogradnja) Hrvatska tehnička enciklopedija, portal hrvatske tehničke baštine. LZMK

- gospodarenje vodama Hrvatska tehnička enciklopedija, portal hrvatske tehničke baštine. LZMK